# Sableye
Sableye (Japans: Yamirami (ヤミラミ)) is een Duisternis Pokémon. Sableye, die 11 kilogram weegt, woont diep in een grot en eet steen die met zijn scherpe klauwen uitgegraven wordt.